# Скулі Маґнуссон
Скулі Маґнуссон (ісл. Skúli Magnússon; 11 грудня 1711, Кельдунес під Гусавіком — 9 листопада 1794) — перший ісландець, який отримав посаду окружного судді Ісландії. Вважається «батьком» нинішньої столиці країни, міста Рейк'явік.

## Походження
Скулі народився в Кельдунесі у Нордюр-Тінгеярі у 1711 році у сім'ї Маґнуса Ейнарссона, який був пастором Гусавіка з 1715 року, і його дружини Оддни Йонсдоттір. Під час навчання у школі підробляв торговцем, закінчив школу у 1727 році. Маґнус, його батько, помер у 1728 році, але через два роки його мати вийшла заміж за преподобного Торліфа Скафтсона, у якого Маґнуссон раніше навчався у школі та студентом якого став потім у семінарії, яку закінчив у 1731 році зі ступенем бакалавра. Він навчався у Копенгагенському університеті з 1732 до 1734 рік, але так і не закінчив його.

## Служба
У 1749 році його призначили першим окружним суддею Ісландії, колишнім ісландцем за національністю. Колишні ландфогти досі були виключно данцями, які перебували на службі данського губернатора. Серед них бували ті, хто вперше вступав на ісландську землю уже на посаді судді. Вони часто були дуже зарозумілими та жорстокими.
Спочатку його призначення викликало здивування через розхоже переконання, що ісландець не може бути настільки жорстоким, щоб виконувати обов'язки верховного судді. Однак, Скулі Маґнуссон довів, що відрізняється від своїх попередників, і зробив велику роботу. У 1750 році він оселився на півдні Ісландії, у Бессастадьїрі.
Раніше він уже обіймав посаду шерифа округу у двох різних округах (у 1734 та 1737 роках) і був відомий як уміла та рішуча людина. Зокрема, під час свого шерифства він одного разу конфіскував голландське рибальське судно разом із вантажем за незаконний вилов риби (нібито деякі будівлі Рейк'явіка в майбутньому були збудовані з дерева конфіскованого ним судна), будував безліч нових будівель, забезпечив канцелярію новим шрифтом для друкованих праць і новою друкарською машиною, яка однаково добре працювала влітку та взимку, а також намагався боротися з несумлінними торговцями з Гофсоса, які для збільшення ваги заліза, яке продавали, і борошна додавали сміття та продавали за вищою ціною, ніж було дозволено. Усі ці заходи зробили його дуже популярним серед місцевого населення.

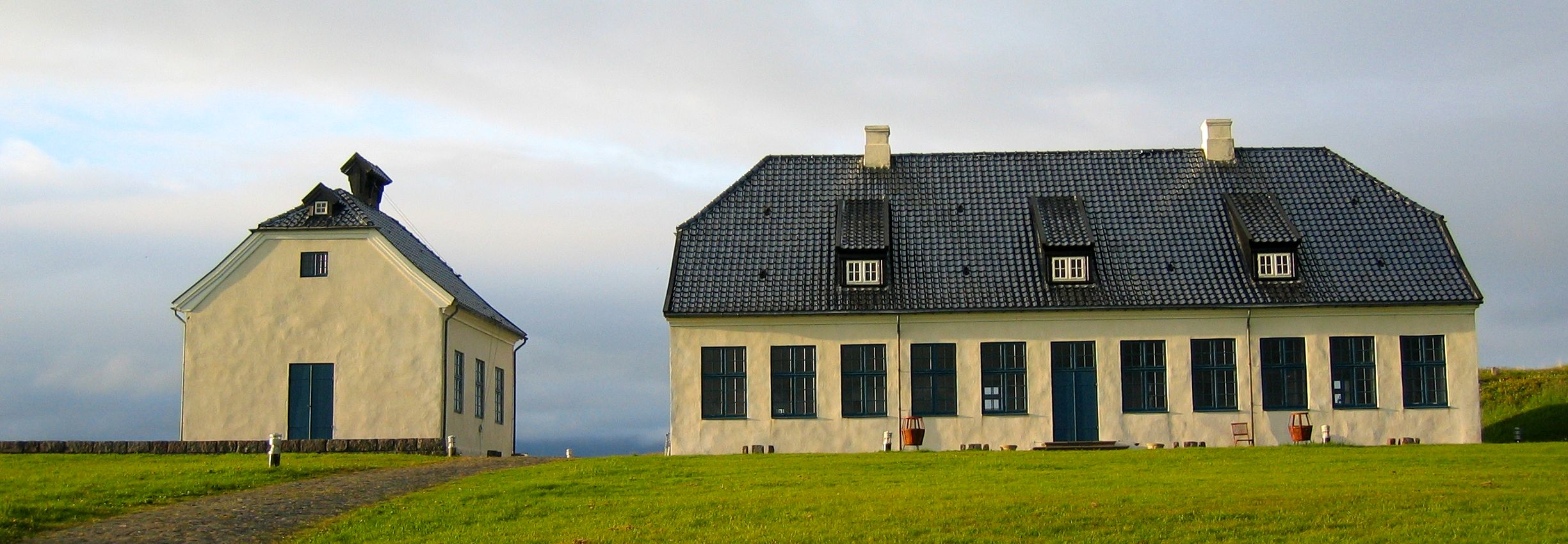
Найстаріші будівлі Рейк'явіка, збудовані при Скулі Маґнуссоні.

Він писав роботи з економічних питань та прагнув внести поліпшення у торгівлю, сільське господарство та промисловість. У своїй новій роботі він часто вступав у конфлікт із данськими торговцями, намагаючись змусити їх вести справедливу торгівлю, з розумними цінами та якісними імпортними товарами, і був досить успішним у цьому. Але він хотів зробити і багато іншого. Він мріяв про вільну торгівлю та покращення повсякденного життя своїх співвітчизників.
Своїми зусиллями він зацікавив і данського короля Фредеріка V, а його ідеї та плани обговорювалися у данському парламенті, і невдовзі, 17 липня 1751 року, він заснував компанію з великою кількістю акціонерів. Король дав компанії кілька господарств на території сьогоднішнього Рейк'явіка та на його околицях та вклав значні суми грошей. У 1752 році Скулі Маґнуссон заснував на території сьогоднішнього Рейк'явіка кілька мануфактур для прядіння, ткацтва та фарбування вовняних виробів, дублення шкіри, виробництва рибальських снастей, хутра, солі та сірки. Головний офіс компанії також знаходився у Рейк'явіку, і саме тому він вважається «батьком» міста.
Його компанія купила рибальські човни та впроваджувала досконаліші методи заготівлі риби для експорту. Поліпшення було зроблено і в сільському господарстві: фермери навчилися садити овочі, зерно та вирощувати дерева. З 1758—1759 років за участю Маґнуссона в Ісландії почали садити картоплю. Маґнуссон також рекомендував фермерам влаштовувати пасовища для розведення нових порід овець, але це в результаті стало поганою ідеєю, оскільки вівці прибули разом із заразними хворобами, які призвели до масової смерті місцевої худоби.
Скулі залишався могутньою людиною у своїй країні протягом кількох десятиліть, проте часто перебував у конфлікті з іншими посадовими особами та купцями, особливо з торговцями з Гормангара — данською торговою компанією, яка мала монополію на торгівлю з Ісландією (сама монополія Данії на торгівлю існувала з 1602 року). У 1755 році у країні панував голод, він вирішив зруйнувати міць цих торговців і розпочав безкоштовно роздавати їжу населенню. Це стало причиною судового позову, але, зрештою, об'єднавшись з деякими іншими людьми, йому вдалося позбавити гормангарців торгової монополії.
У 1753—1755 роках він збудував перший цегляний будинок в Ісландії — на острові Відей, який став його резиденцією як ландфогта.
Через борги мануфактур, що накопичилися, у 1764 році Данія викупила його компанію та повернула монополію на торгівлю. Мануфактури зрештою перетворили на в'язниці, але вони залишилися разом з будинками, де почали селитися торговці, ремісники, рибалки та робітники.
Скулі вийшов у відставку за віком тільки у 1793 році та помер через рік на Відеї. Був одружений зі Стеїн Бйорндостірр. Серед його дітей були Джон Скуласон, також ландфогт, та Реінвег, дружина міністра охорони здоров'я Б'ярні Паллсона.
Його діяльність зі створення мануфактур стала початком Рейк'явіка, столиці Ісландії у майбутньому. Це невелике село росло спочатку дуже повільно, але нарешті, у 1786 Рейк'явік отримав статус міста, чисельність його населення становила всього 167 осіб.